# Oribotritia hauseri
Oribotritia hauseri är en kvalsterart som beskrevs av Sandór Mahunka 1982. Oribotritia hauseri ingår i släktet Oribotritia och familjen Oribotritiidae. Inga underarter finns listade i Catalogue of Life.